# Christian Wilhelm Karl von Stutterheim
Christian Wilhelm Karl von Stutterheim (* 14. Oktober 1723 in Ogrosen; † 22. Mai 1783 in Lübbenau) war Landsyndikus der Niederlausitz und polnisch-kursächsischer Kammerherr.

## Leben

### Herkunft
Christian Wilhelm Karl war Angehöriger der ursprünglich aus Thüringen stammenden Adelsfamilie von Stutterheim. Seine Eltern waren der markgräflich-brandenburg-kulmbachischer Wirkliche Geheime Rat und Minister Christian Hieronymus von Stutterheim (1690–1753) und Johanna Maria von Sehligencron.

### Werdegang
Stutterheim absolvierte ein Studium, vermutlich Jurisprudenz, an der Universität Gießen, bevor er 1747 als Regierungsassessor in badisch-durlachsche Dienste trat. Nach wenigen Jahren kehrte er zurück in die Heimat und übernahm 1751 eine Anstellung als Landgerichtsassessor der Niederlausitz. Als Vertreter der Stände bekleidete Stutterheim von 1752 bis 1760 das Amt des Landsyndikus der Lausitz und war von 1759 bis 1768 Landesältester des Kreises Calau. Seit 1768 und bis zu seinem Tod stand Stutterheim als Oberamtsregierungspräsident der Verwaltungs- und Justizbehörden des Markgrafentums Niederlausitz vor.
Er war polnisch-kursächsischer Kammerherr und Ritter des bayreuthischen Ordre de la Sincérité. Seit 1751/1752 war Stutterheim zudem Erbherr auf Ogrosen, Bolschwitz und Schöllnitz (bis 1767).
Durch die Nebenwirkungen und Folgen des Siebenjährigen Krieges hinterließ Stutterheim bei seinem Tod hochverschuldete Güter. Er wurde im eigens errichteten Erbbegräbnis seiner Familie, einen Gruftgewölbe neben der Ogrosener Kirche, beigesetzt. Ein Fenstergitter dort, trägt seine Initialen. Eine nachträglich angebrachte Zinktafel, mit Nennung seiner Lebensstationen, erinnert noch heute an ihn.

### Familie
Stutterheim vermählte sich 1748 in Laasow mit Johanna Sophie Margarethe von Muschwitz (1731–1801), Tochter des Oberregierungsrats und Konsistorialdirektors der Niederlausitz Curt Ehrenreich von Muschwitz. Aus der Ehe gingen vier Kinder hervor, wovon nur der nachmalige kursächsische Oberamtsregierungsrat Otto Christian Ehrenreich von Stutterheim (1751–1799) die Großjährigkeit erreichte und in den Stand der Ehe trat.